# Global Legal Entity Identifier Foundation
Global Legal Entity Identifier Foundation (GLEIF) grundades av Financial Stability Board i juni 2014. Dess huvuduppgift är att stödja implementeringen och användningen av Legal Entity Identifier (LEI). GLEIF är en överstatlig ideell organisation med huvudkontor i Basel, Schweiz. GLEIF övervakas av Regulatory Oversight Committee, som representerar offentliga myndigheter från hela världen. GLEIF underhåller Global LEI Index, som tillhandahåller öppen, standardiserad juridisk enhetsreferensdata över de bolag som är registrerade. GLEIF är enligt dem själva neutrala gentemot kommersiella eller politiska intressen och säkerställer den operativa integriteten i Global Lei System (GLEIS).